# Bernart de Goyrans
Bernart de Goyrans (fl. 1420-1480) è stato un trovatore occitano originario di Goyrans (Haute-Garonne, nel Tolosano), mantenitore del Consistori nel 1460 e possibilmente partecipante ai Jeux floraux del 1450.